# アルフォンソ・コルチ

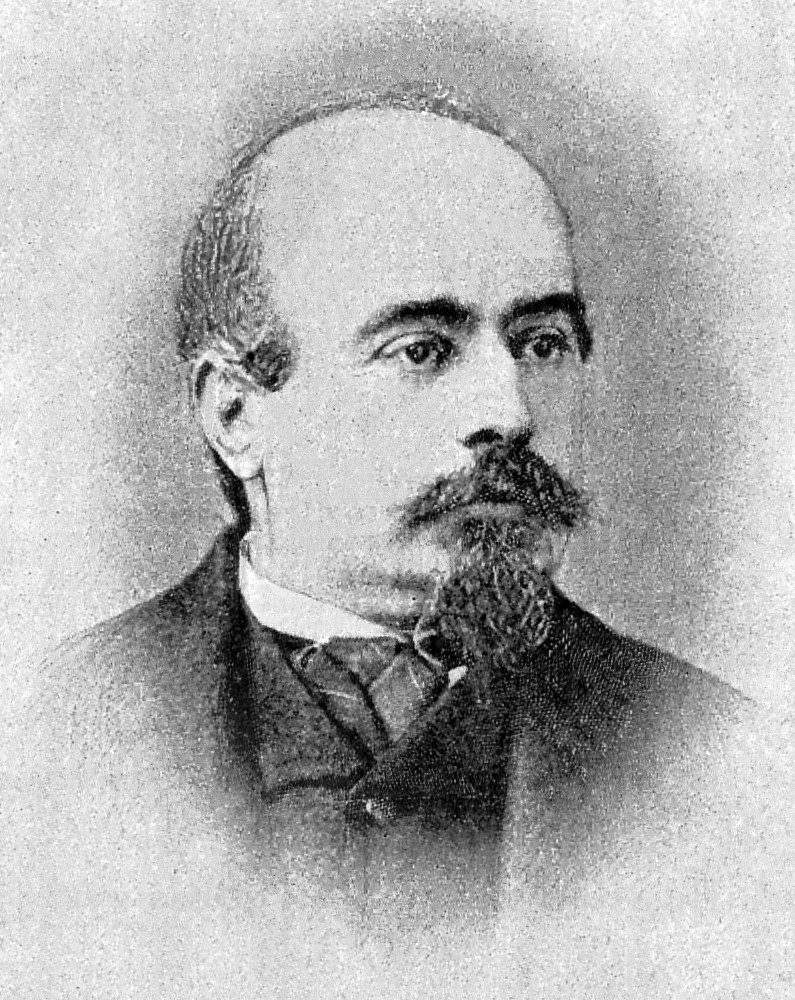
アルフォンソ・コルチ

アルフォンソ・ジャコモ・ガスパーレ・コルチ（Alfonso Giacomo Gaspare Corti、1822年6月22日 ガンバラーナ - 1876年10月2日 コルヴィーノ・サン・クイーリコ）はイタリアの外科医、解剖学者。

## 生涯
ロンバルディアの侯爵という高貴な家柄に生まれ（祖父のマッテオは教皇クレメンス7世の侍医を務めた）、当初さらに後にも解剖学者のアントニオ・スカルパ（Antonio Scarpa）とマリオ・ルスコーニ（Mario Rusconi）の弟子となり、1841年にパヴィーア大学に入学するとバルトロメオ・パニッツァ (Bartolomeo Panizza) の弟子となった。ウィーン大学で1847年にヨーゼフ・ヒルトルの下で解剖学で博士号を取得して学習を終えた。
ヨーロッパの主要な大学への数多くの旅の間、組織学、解剖学、化学に身を捧げた。特にパリで1850年に哺乳類の聴覚器官の研究を始めた。1851年にはヴュルツブルク大学で研究を深め、アルベルト・フォン・ケリカー（Albert von Kölliker）教授の研究室で初めてヒトの内耳の構造を記述した。特に内耳の基本的器官という発見の主役を生みだした。それは今日なおコルチ器と呼ばれている。
これらの重要な研究は多くのヨーロッパの学会内で大きな名声を得るに値するものだったので、コルチは会員の資格を得られた。
1852年にイタリアに戻り、解剖学の研究を続けた。病を得て、1854年に研究を諦め、引退したカステッジョの別荘でぶどう栽培技術に身を捧げた。